# Apeadero Carranza
El apeadero provisorio Ministro Carranza fue una estación del Subte de Buenos Aires. Funcionó desde 1987 hasta 1993, cuando fue reemplazada por la definitiva estación Carranza.

## Historia
El apeadero fue inaugurado el 29 de diciembre de 1987, para servir como terminal provisoria de la prolongación de la línea D. La nueva sección partía de la estación Palermo y luego de cruzar el arroyo Maldonado, terminaba bajo las vías del ramal Retiro - Rosario, del ferrocarril Mitre. Allí se estaba construyendo el paso bajo nivel bautizado viaducto Carranza.
La construcción de la línea D se había detenido en la estación Palermo desde los años 1930. Casi 50 años después, se adjudicó a la empresa DYCASA la construcción del túnel posterior a Palermo y el emplazamiento de la estación Carranza.
Mientras se realizaba la construcción de la estación definitiva, y a los efectos de aprovechar el túnel que ya estaba finalizado, se estableció un apeadero provisorio para habilitar el servicio de pasajeros. Las instalaciones consistían en un andén, montado en el túnel de servicio, sobre la vía descendente (hacia Catedral) y ubicado metros antes de la actual estación.

## Operación
El tráfico ferroviario consistía en un servicio lanzadera: un tren efectuaba el trayecto Carranza - Palermo, donde se realizaba la combinación con el servicio regular a Catedral. Esta operatoria se debía a la imposibilidad de manejar el volumen de tráfico de la línea en una estación que contaba con una sola vía de servicio. 
En 1993 se inauguró la nueva estación Carranza, con dos vías y su respectiva cola de maniobras. Eliminado el apeadero provisorio, se suprimió el servicio lanzadera y se implementó el servicio Catedral - Carranza, que se mantendría hasta la habilitación de la estación Olleros en 1997.